# Iwane Sturua
Iwane (Wano) Sturua (gruz. ივანე (ვანო) სტურუა; ros. Иван Фёдорович Стуруа; ur. 18 grudnia?/30 grudnia 1870 we wsi Kulaszi w guberni kutaiskiej, zm. 13 kwietnia 1931 w Tbilisi) – gruziński rewolucjonista, radziecki polityk i działacz partyjny.

## Życiorys
Urodzony w rodzinie chłopskiej, brat Giorgiego Sturuy. W latach 1889–1900 pracował w warsztatach kolejowych w Tbilisi, w 1898 wstąpił do nowo powstałej SDPRR, kilkakrotnie aresztowany i zsyłany. W 1917 przewodniczący rady gminnej w rodzinnej wsi, między 1918 a 1919 członek Kutaiskiego Komitetu RKP(b) i Komitetu RKP(b) Zachodniego Zakaukazia, od maja 1920 do 1921 członek KC i Prezydium KC Komunistycznej Partii (bolszewików) Gruzji. Od marca 1923 do śmierci sekretarz Kolegium Partyjnego Zakaukaskiej Krajowej Komisji Kontrolnej RKP(b)/WKP(b), w latach 1922–1924 ludowy komisarz rolnictwa Gruzińskiej SRR, od października 1922 do stycznia 1923 przewodniczący Wszechgruzińskiego Centralnego Komitetu Wykonawczego (CIK), od 31 maja 1924 do śmierci członek Centralnej Komisji Kontrolnej RKP(b)/WKP(b).